# Gesellschaft Junge Zivilrechtswissenschaft
Die Gesellschaft Junge Zivilrechtswissenschaft e.V. (GJZ, bis 2018: Gesellschaft Junger Zivilrechtswissenschaftler) ist eine Vereinigung von Nachwuchswissenschaftlern, die auf dem Gebiet des deutschen, österreichischen oder schweizerischen Privatrechts tätig sind. Seit 1990 veranstaltet sie eine jährlich im September stattfindende Tagung, wobei sich die deutschsprachigen juristischen Fakultäten als Gastgeber abwechseln. Aufsatzfassungen der dort gehaltenen Vorträge werden im Folgejahr in einem im Nomos Verlag erscheinenden Jahrbuch herausgegeben. Bei der Jahrestagung handelt es sich um die größte Nachwuchstagung der Zivilrechtwissenschaft für den gesamten deutschsprachigen Raum.

## Vereinszweck
Satzungsmäßiger "Zweck der Gesellschaft ist die Förderung der Wissenschaft auf dem Gebiet des Zivilrechts. Insbesondere bezweckt die Gesellschaft, die Fortbildung und Angleichung des Zivilrechts dadurch zu fördern, dass ein Forum für die Präsentation zivilrechtlicher Forschungsergebnisse geschaffen sowie wissenschaftliche Kontakte zwischen jungen Wissenschaftler*innen im Zivilrecht einschließlich seiner Nebengebiete hergestellt und unterstützt werden."

## Jahrestagungen
| #   | Jahr | Ort        | Generalthema |
| --- | ---- | ---------- | --- |
| 1.  | 1990 | Hamburg    | Kapitalmarktrecht, Schadensrecht, Privatrecht und deutsche Einheit                                                              |
| 2.  | 1991 | Tübingen   | Europäisches Privatrecht, Unternehmensrecht, Informationspflichten im Zivilrecht                                                |
| 3.  | 1992 | München    | Rechtsfortbildung jenseits klassischer Methodik – Privatautonomie zwischen Status und Kontrakt – Privatrecht und Europa         |
| 4.  | 1993 | Bremen     | Risikoregulierung und Privatrecht – Sicherheit Umweltschutz, Versicherung im Wettbewerbsrecht – Risikomanagement im Unternehmen |
| 5.  | 1994 | Köln       | Summum ius, summa iniuria. Zivilrecht zwischen Rechtssicherheit und Einzelfallgerechtigkeit                                     |
| 6.  | 1995 | Berlin     | Privatautonomie und Ungleichgewichtslagen                                                                                       |
| 7.  | 1996 | Rostock    | Das deutsche Zivilrecht 100 Jahre nach Verkündung des BGB: Erreichtes, Verfehltes, Übersehenes                                  |
| 8.  | 1997 | Mainz      | Europäisierung des Privatrechts: Zwischenbilanz und Perspektiven                                                                |
| 9.  | 1998 | Bern       | Vernetzte Welt – globales Recht                                                                                                 |
| 10. | 1999 | Bonn       | Tradition und Fortschritt im Recht                                                                                              |
| 11. | 2000 | Wien       | Prinzipien des Privatrechts und Rechtsvereinheitlichung                                                                         |
| 12. | 2001 | Freiburg   | Das neue Schuldrecht |
| 13. | 2002 | Heidelberg | Die Privatisierung des Privatrechts                                                                                             |
| 14. | 2003 | Salzburg   | Die soziale Dimension des Zivilrechts – Zivilrecht zwischen Liberalismus und sozialer Verantwortung                             |
| 15. | 2004 | Göttingen  | Europäisches Privatrecht – über die Verknüpfung von nationalem und Gemeinschaftsrecht                                           |
| 16. | 2005 | Bremen     | Zugang und Ausschluss als Gegenstand des Privatrechts                                                                           |
| 17. | 2006 | Leipzig    | Verantwortung und Haftung im Zivilrecht                                                                                         |
| 18. | 2007 | Düsseldorf | Recht und Wirtschaft |
| 19. | 2008 | Zürich     | Einheit des Privatrechts, komplexe Welt. Herausforderungen durch fortschreitende Spezialisierung und Interdisziplinarität       |
| 20. | 2009 | Osnabrück  | Europäische Methodik. Konvergenz und Diskrepanz nationalen und europäischen Privatrechts                                        |
| 21. | 2010 | Wien       | Vertrauen und Kontrolle im Privatrecht                                                                                          |
| 22. | 2011 | Augsburg   | Realitäten des Zivilrechts, Grenzen des Zivilrechts                                                                             |
| 23. | 2012 | Berlin     | Macht im Zivilrecht |
| 24. | 2013 | Bern       | Metamorphose des Zivilrechts |
| 25. | 2014 | Köln       | Richterliche Rechtsfortbildung und kodifiziertes Richterrecht                                                                   |
| 26. | 2015 | Marburg    | Netzwerke im Privatrecht |
| 27. | 2016 | München    | Perspektiven einer europäischen Privatrechtswissenschaft                                                                        |
| 28. | 2017 | Innsbruck  | Intra- und Interdisziplinarität im Zivilrecht                                                                                   |
| 29. | 2018 | Bochum     | Strukturwandel und Privatrecht                                                                                                  |
| 30. | 2019 | Bayreuth   | Privatrecht 2050 – Blick in die digitale Zukunft                                                                                |
| 31. | 2021 | Hamburg    | Das Private im Privatrecht |
| 32. | 2022 | Linz       | Nachhaltigkeit im Privatrecht                                                                                                   |
| 33. | 2023 | Nürnberg   | Rechtstatsachen im Privatrecht                                                                                                  |
| 34. | 2024 | Göttingen  | Disruptionen im Privatrecht |